# Stade du Meiji-jingū Gaien
Le Stade du Meiji-jingū Gaien (明治神宮外苑競技場) est un ancien stade omnisports de Tokyo. Construit sur le site du Meiji-jingū, il a accueilli les jeux du sanctuaire Meiji ainsi que les jeux de l'Extrême-Orient de 1930 (en).
D'une capacité de 65 000 places, il est démoli en 1956 pour faire place au stade olympique national.

## Galerie

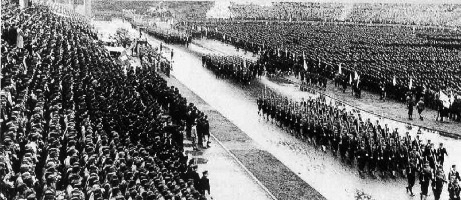
Cérémonie de départ d’étudiants pour le front au Stade du Meiji-jingū Gaien (1943)